# NAKED LOVE AGAIN
「NAKED LOVE AGAIN」（ネイキッド・ラブ・アゲイン）は松田樹利亜の11枚目のシングル。

## 内容
エイベックス系列、カッティング・エッジ移籍第一弾シングルはテレビ朝日系『アッコの泣かしたろか!?』エンディング・テーマ。

## 収録曲
1. NAKED LOVE AGAIN
作詞：松田樹利亜　作曲：菅原サトル　編曲：月光恵亮・大里正毅
2. Saving all my love
作詞：松田樹利亜　作曲：松田樹利亜・Joey Carbone　編曲：大里正毅
3. NAKED LOVE AGAIN (inst.)